# Finland vid världsmästerskapen i simsport 2022
Finland tävlade vid världsmästerskapen i simsport 2022 i Budapest i Ungern mellan den 17 juni och 3 juli 2022. Finland hade en trupp på fem idrottare.

## Simhopp
Herrar
| Idrottare     | Gren              | Försöksheat | Försöksheat | Semifinal | Semifinal | Final            | Final            |
| Idrottare     | Gren              | Poäng       | Placering   | Poäng     | Placering | Poäng            | Placering        |
| ------------- | ----------------- | ----------- | ----------- | --------- | --------- | ---------------- | ---------------- |
| Juho Junttila | Herrarnas 1 meter | 273,90      | 39          | —         | —         | Gick inte vidare | Gick inte vidare |

Damer
| Idrottare         | Gren          | Försöksheat | Försöksheat | Semifinal        | Semifinal        | Final            | Final            |
| Idrottare         | Gren          | Poäng       | Placering   | Poäng            | Placering        | Poäng            | Placering        |
| ----------------- | ------------- | ----------- | ----------- | ---------------- | ---------------- | ---------------- | ---------------- |
| Lauren Hallaselkä | 1 meter svikt | 222,30      | 23          | —                | —                | Gick inte vidare | Gick inte vidare |
| Lauren Hallaselkä | 3 meter svikt | 250,80      | 20          | Gick inte vidare | Gick inte vidare | Gick inte vidare | Gick inte vidare |

## Simning
Herrar
| Idrottare      | Gren               | Heat    | Heat      | Semifinal | Semifinal | Final            | Final            |
| Idrottare      | Gren               | Tid     | Placering | Tid       | Placering | Tid              | Placering        |
| -------------- | ------------------ | ------- | --------- | --------- | --------- | ---------------- | ---------------- |
| Matti Mattsson | 100 meter bröstsim | 1.00,37 | =13 0Q0   | 1.00,66   | 16        | Gick inte vidare | Gick inte vidare |
| Matti Mattsson | 200 meter bröstsim | 2.10,05 | 7 0Q0     | 2.09,04   | 5 0Q0     | 2.09,65          | 8                |

Damer
| Idrottare       | Gren               | Heat    | Heat      | Semifinal        | Semifinal        | Final            | Final            |
| Idrottare       | Gren               | Tid     | Placering | Tid              | Placering        | Tid              | Placering        |
| --------------- | ------------------ | ------- | --------- | ---------------- | ---------------- | ---------------- | ---------------- |
| Mimosa Jallow   | 50 meter ryggsim   | 28,06   | 11 0Q0    | 27,99            | 12               | Gick inte vidare | Gick inte vidare |
| Mimosa Jallow   | 100 meter ryggsim  | 1.01,01 | 15 0Q0    | 1.00,68          | 13               | Gick inte vidare | Gick inte vidare |
| Mimosa Jallow   | 50 meter fjärilsim | 26,99   | 27        | Gick inte vidare | Gick inte vidare | Gick inte vidare | Gick inte vidare |
| Veera Kivirinta | 50 meter bröstsim  | 30,66   | 8 0Q0     | 30,76            | 12               | Gick inte vidare | Gick inte vidare |
| Veera Kivirinta | 100 meter bröstsim | 1.09,26 | 27        | Gick inte vidare | Gick inte vidare | Gick inte vidare | Gick inte vidare |